# Cantone di Rouvroy
Il Cantone di Rouvroy era una divisione amministrativa dell'arrondissement di Lens. Ha fatto parte fino al 1º gennaio 2007 dell'arrondissement di Arras.
È stato soppresso a seguito della riforma complessiva dei cantoni del 2014, che è entrata in vigore con le elezioni dipartimentali del 2015.
Comprendeva parte della città di Méricourt e i comuni di:
- Drocourt
- Rouvroy